# Лопача
Лопача (хрв. Lopača) је насељено место у општини Јелење, Приморско-горанска жупанија, Хрватска.

## Историја
До територијалне реорганизације у Хрватској била је у саставу старе општине Ријека. Као самостално насеље, Лопача постоји од пописа 2001. Настала је издвајањем дела Ријеке.

## Становништво
У попису становништва из 2011. године, Лопача је имала 87 становника.
| Број становника према пописима | Број становника према пописима | Број становника према пописима | Број становника према пописима | Број становника према пописима | Број становника према пописима | Број становника према пописима | Број становника према пописима | Број становника према пописима | Број становника према пописима | Број становника према пописима | Број становника према пописима | Број становника према пописима | Број становника према пописима | Број становника према пописима | Број становника према пописима |
| ------------------------------ | ------------------------------ | ------------------------------ | ------------------------------ | ------------------------------ | ------------------------------ | ------------------------------ | ------------------------------ | ------------------------------ | ------------------------------ | ------------------------------ | ------------------------------ | ------------------------------ | ------------------------------ | ------------------------------ | ------------------------------ |
| 1857                           | 1869                           | 1880                           | 1890                           | 1900                           | 1910                           | 1921                           | 1931                           | 1948                           | 1953                           | 1961                           | 1971                           | 1981                           | 1991                           | 2001                           | 2011                           |
| 0                              | 0                              | 0                              | 0                              | 0                              | 0                              | 0                              | 0                              | 0                              | 18                             | 60                             | 263                            | 0                              | 0                              | 71                             | 87                             |

Напомена: Године 2001. настала издвајањем из града Ријеке. Исказује се као део насеља од 1953. Од 1857. до 1948. и 1981. и 1991. подаци су садржани у граду Ријека.